# Speolepta leptogaster
Speolepta leptogaster är en tvåvingeart som först beskrevs av Johannes Winnertz 1863.  Speolepta leptogaster ingår i släktet Speolepta och familjen svampmyggor. Arten är reproducerande i Sverige. Inga underarter finns listade i Catalogue of Life.